# Friedrich Johann Nepomuk zu Schwarzenberg

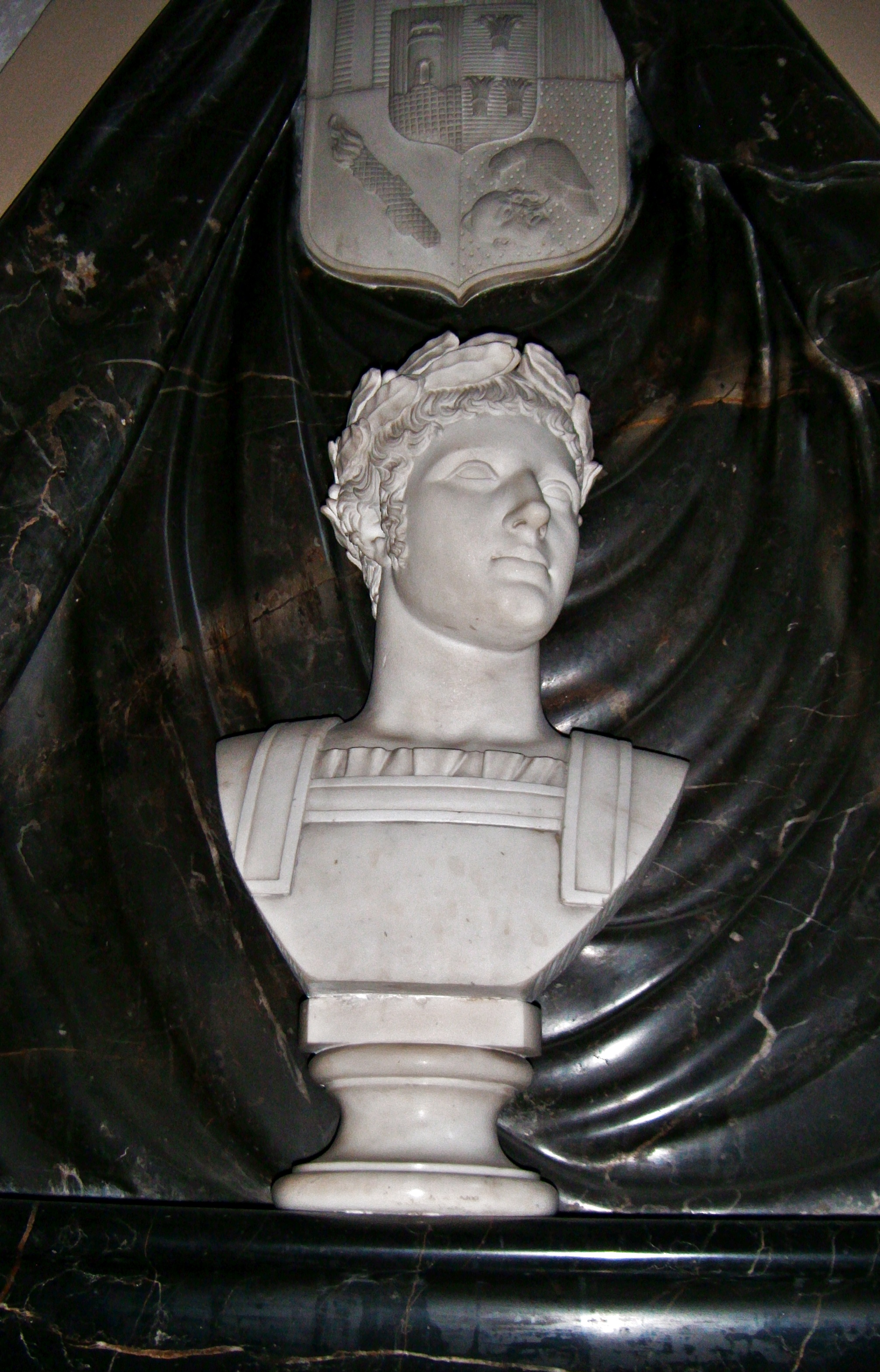
Friedrich Johann Nepomuk zu Schwarzenberg, Büste auf seinem Grabmal in Weinheim

Friedrich Johann Nepomuk zu Schwarzenberg, voller Name Friedrich Johann Nepomuk Joseph August Fürst zu Schwarzenberg (* 28. August 1774 in Wien; † 18. November 1795 in Weinheim) war ein deutsch-böhmischer Adeliger aus dem Hause Schwarzenberg, der im 1. Koalitionskrieg, als österreichischer Offizier, in der Kurpfalz den Tod fand und dem man dort ein aufwändiges Grabmal errichtete.

## Biografie
Er wurde als Sohn des Fürsten Johann I. zu Schwarzenberg (1742–1789) und dessen Gemahlin Marie Eleonore zu Oettingen-Wallerstein (1747–1797) geboren.
Friedrich zu Schwarzenberg erhielt frühzeitig die Ritterwürde des Malteserordens und diente ab 1793 als Unterleutnant bei den Kaiser-Franz-Chevauxlegern. Der Oberkommandierende, Prinz Friedrich Josias von Sachsen-Coburg-Saalfeld, berichtet ehrenvoll in seinen Kriegs-Erinnerungen über den jungen Mann und wählte ihn als Kurier aus, um dem Kaiser die Nachricht vom Fall der Stadt Le Quesnoy zu überbringen. Ende 1793 avancierte Schwarzenberg zum Rittmeister und wechselte dann ins 8. Chevauxlegers-Regiment „Lobkowitz“, wo er als Eskadronschef an dessen Kämpfen teilnahm und sich mehrfach durch Tapferkeit auszeichnete. Zusammen mit den Prinzenbrüdern Moritz von Liechtenstein (1775–1819) und Franz Alois von Liechtenstein (1776–1794) wird er als „wacker, tätig und geschickt“ bei den Unternehmungen des Generals Charles Joseph de Clerfayt in der Rheingegend bezeichnet.

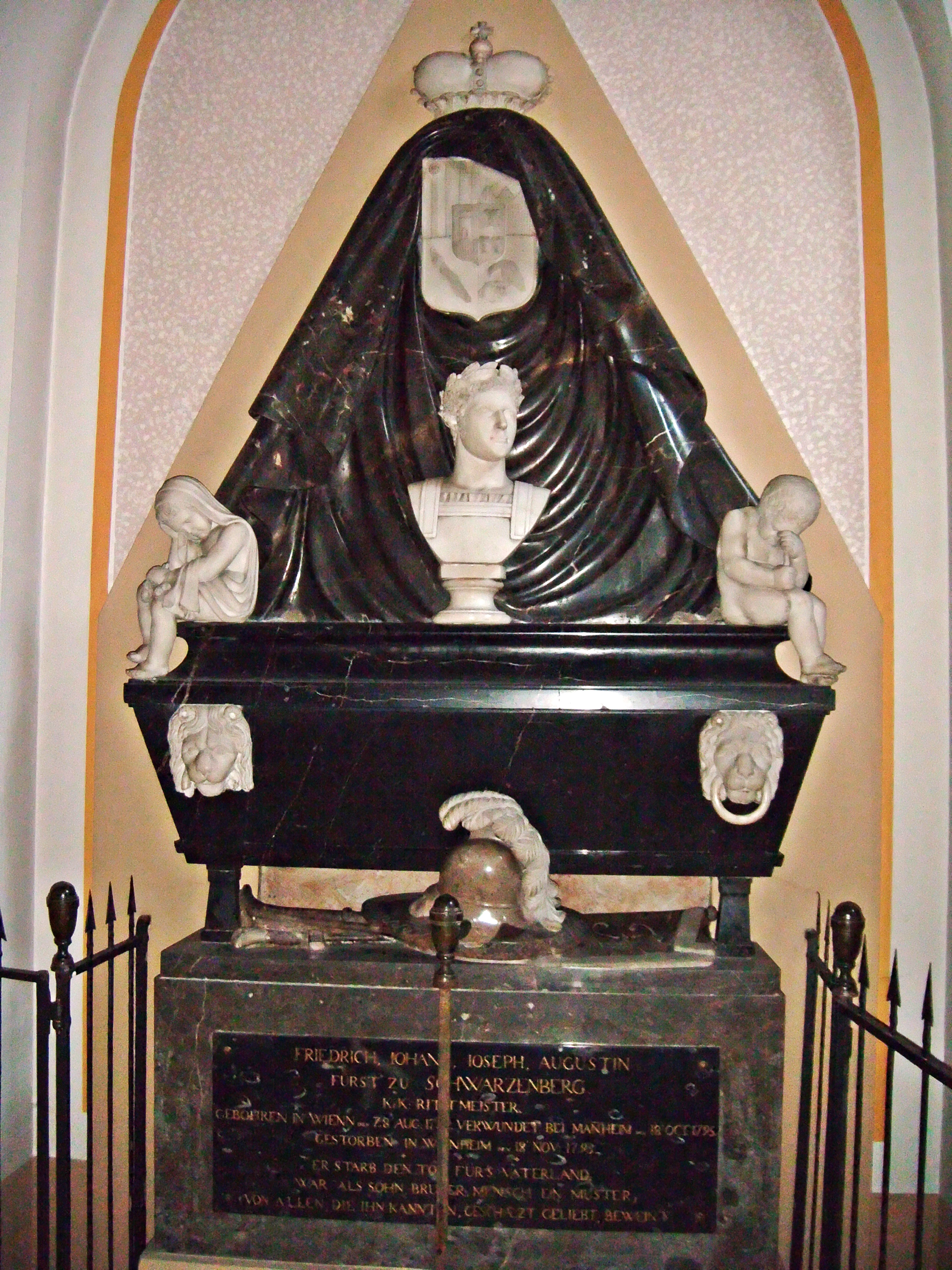
Grabmal in der St. Laurentiuskirche, Weinheim

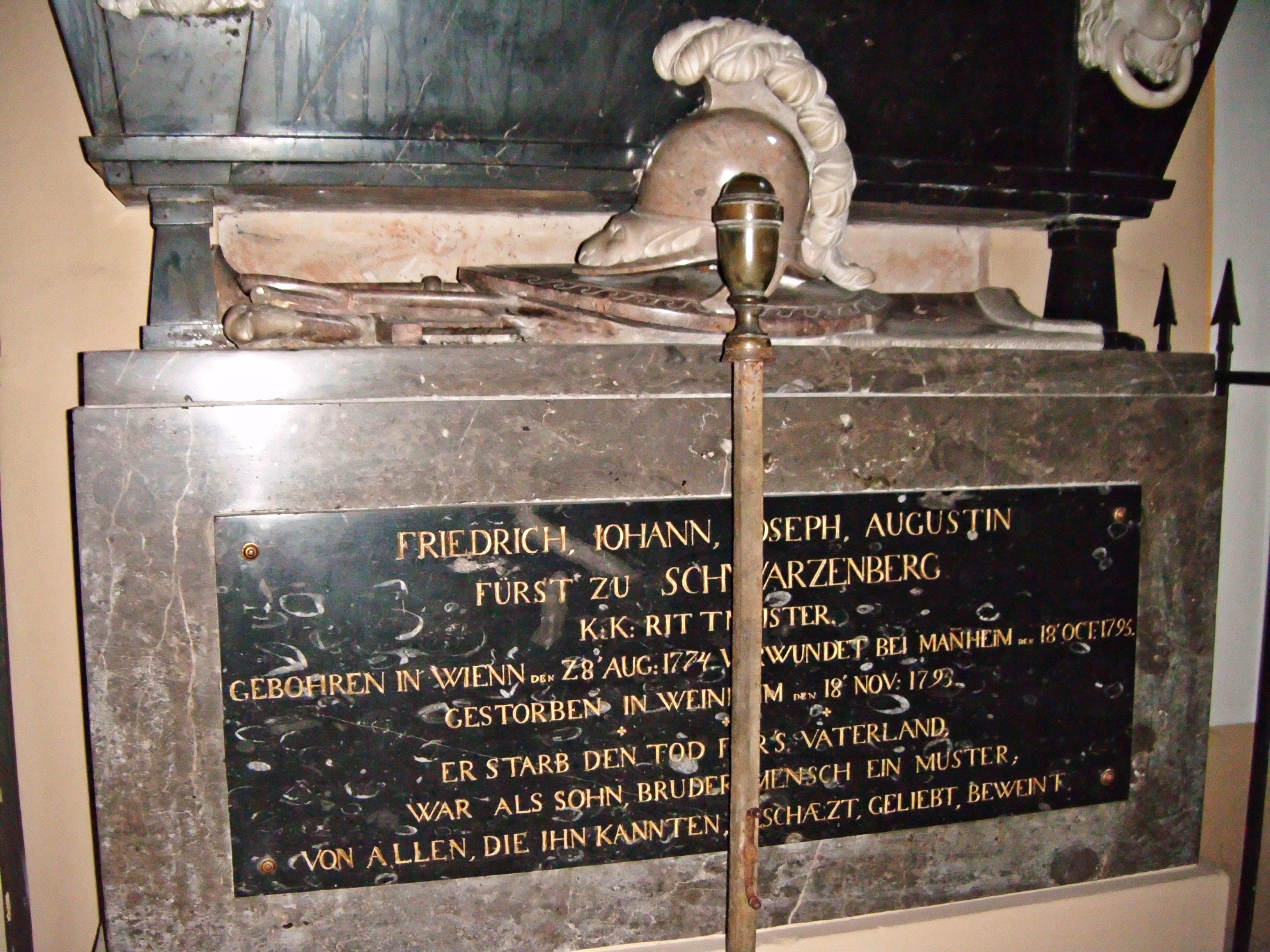
Grabinschrift

Bei der Belagerung von Mannheim ließ General Dagobert von Wurmser, am 18. Oktober 1795, das befestigte französische Lager bei Neckarau (Neckarschanze) angreifen, wodurch schließlich am 22. November die Eroberung der Stadt möglich wurde. Beim Angriff am 18. Oktober erlitt Rittmeister Schwarzenberg eine Schussverletzung in den Unterleib und wurde schwer verwundet. Man brachte ihn ins nahe Weinheim, wo sich ein Adels- und Verwaltungssitz befand.
Hier verstarb Fürst Friedrich Johann Nepomuk zu Schwarzenberg, nach einem schweren, vierwöchigen Krankenlager und einer erfolglosen Operation, am 18. November 1795. Das Sterbehaus, Obertorstraße 1, ist in Weinheim überliefert; das Zimmer, in dem der Verletzte lag, heißt bis heute „das Fürstenzimmer“ und kann besichtigt werden. Auf dem Sterbebett vermachte der Prinz seinen Familienerbteil demjenigen seiner Verwandten „der ein würdiger Sohn seiner Eltern und Großeltern, sich dem Kriegerstande widmet und verspricht, ein rechtschaffener Mann zu werden.“ Er wurde in der alten Laurentiuskirche beim Weinheimer Schloss beigesetzt.
Sein Bruder, der spätere Feldmarschall Karl Philipp zu Schwarzenberg (1771–1820), Oberbefehlshaber der verbündeten Streitkräfte gegen Kaiser Napoleon, in der Völkerschlacht bei Leipzig, hielt sich 1795 ebenfalls auf dem kurpfälzischen Kriegsschauplatz auf und hatte dem Toten in der Grabeskirche zu Weinheim ein einfaches Denkmal setzen lassen. Der andere Bruder, Fürst Joseph II. zu Schwarzenberg, ersetzte dieses 1804/1805 durch ein aufwändiges und sehr qualitatives Marmor-Grabmal, geschaffen von dem Mannheimer Bildhauer Maximilian Joseph Pozzi. Es trägt u. a. eine Büste des Toten, mit Lorbeerkranz. Die sterblichen Überreste Friedrich zu Schwarzenbergs wurden 1805 in dem Marmorsarkophag des Grabmals neu bestattet. Beim Neubau der katholischen Pfarrkirche St. Laurentius, Anfang des 20. Jahrhunderts, übertrug man Schwarzenbergs Grab dort hinein und widmete ihm einen bevorzugten Platz.
Rittmeister Schwarzenbergs Bruder Ernst zu Schwarzenberg (1773–1821) amtierte als Bischof von Raab in Ungarn; Felix zu Schwarzenberg (1800–1852), österreichischer Ministerpräsident und dessen Bruder Friedrich zu Schwarzenberg (1809–1885), Kardinal und Fürsterzbischof von Prag, zählten zu seinen Neffen.